# The Werewolf Reborn!
The Werewolf Reborn! est un film américain réalisé par Jeff Burr, sorti en 1998.

## Fiche technique
- Titre : The Werewolf Reborn!
- Réalisation : Jeff Burr
- Scénario : Benjamin Carr
- Production : Charles Band, Kirk Edward Hassen et Vlad Paunescu
- Sociétés de production : Castel Film Romania et Full Moon Pictures
- Musique : Jeffrey Walton
- Photographie : Inconnu
- Montage : Barrett Taylor
- Costumes : Oana Paunescu
- Pays d'origine : États-Unis, Canada
- Format : Couleurs - 1,33:1 - Stéréo - 35 mm
- Genre : Horreur
- Durée : 70 minutes
- Date de sortie : 1998 (États-Unis)

## Distribution
- Ashley Cafagna-Tesoro : Eleanore Crane
- Robin Atkin Downes : Peter Kranek
- Bogdan Cambera : Peter Crane
- Len Lesser

## Autour du film
- Le tournage s'est déroulé à Bucarest, en Roumanie.
- En 2000, la société Full Moon Pictures rassembla les deux courts métrages  Frankenstein Reborn! et The Werewolf Reborn! dans un DVD intitulé Frankenstein et le loup-garou[1].